# Singularidade de Prandtl-Glauert

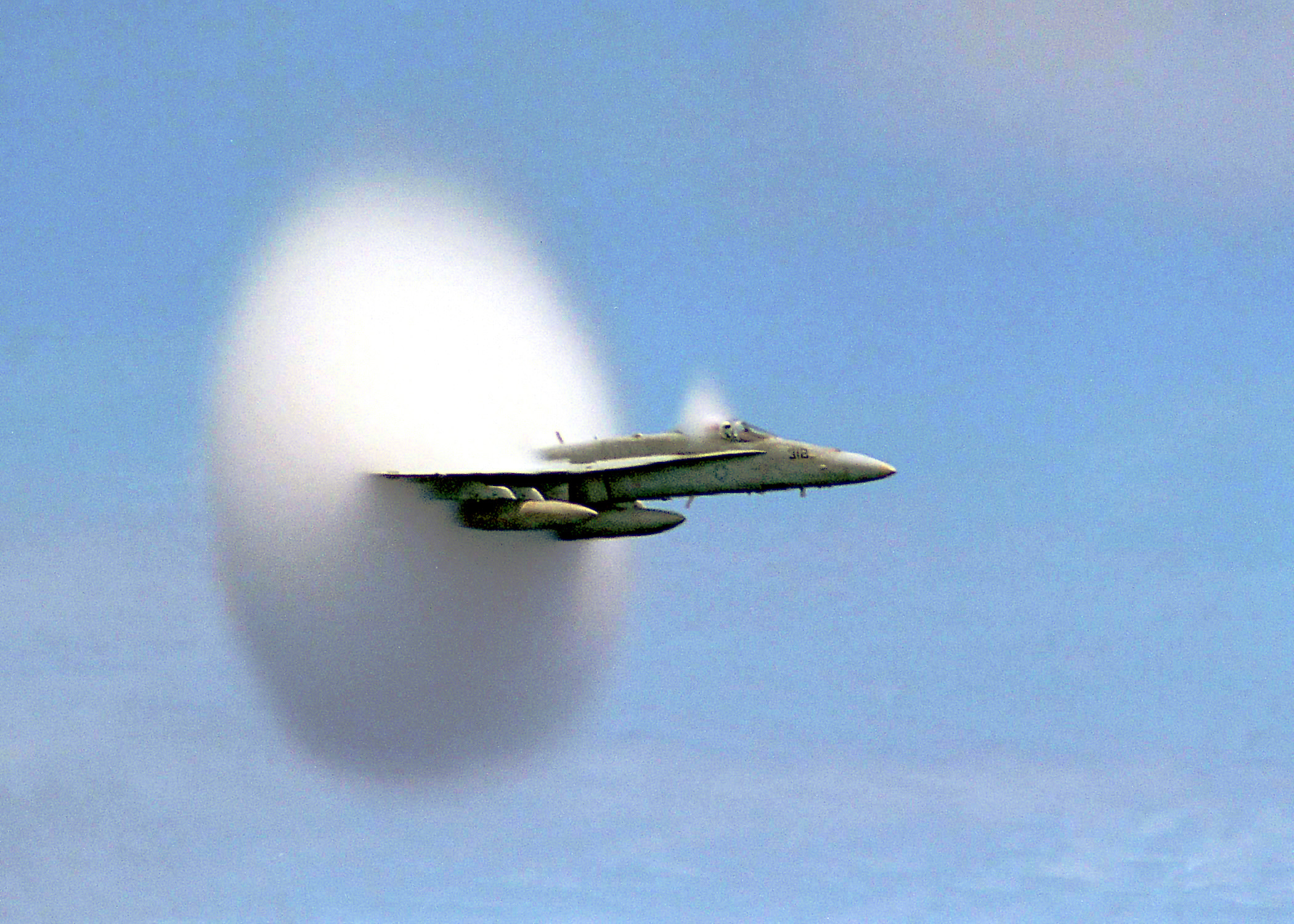
F/A-18 e a nuvem devida à singularidade de Prandtl-Glauert

Esquema do fenômeno.

Singularidade de Prandtl-Glauert é um fenômeno que ocorre, sob determinadas condições atmosféricas, no instante em que há uma queda súbita da pressão do ar, e que pode ser observado na forma de uma nuvem de condensação cônica, quando um avião voa próximo da velocidade do som, conquanto ainda haja controvérsia sobre a causa do fenômeno. Trata-se de um exemplo de singularidade matemática na aerodinâmica.
Se a umidade do ar é suficiente, pode produzir-se a condensação mesmo quando o objeto se move a uma velocidade inferior à do som, conforme se pode observar no vídeo da exibição de um F-18 em Salinas, Califórnia, voando próximo da água, onde as condições de umidade são maiores.